# Friedrich Paulus
Friedrich Paulus, nemški feldmaršal, * 23. september 1890, Breitenau, Hessen, Nemčija, † 1. februar 1957, Dresden.
Paulus je bil poveljnik nemške 6. armade v bitki za Stalingrad.